# Етацизин
Етацизин  (англ. Ethacizine, лат. Ethacizinum) — синтетичний препарат, що є похідним фенотіазину, і є диетиламіновим аналогом іншого антиаритмічного препарату — морацизину та належить до антиаритмічних препаратів Іc класу. Етацизин переважно застосовується перорально, розроблена форма препарату для парентерального (внутрішньовенного) застосування. Етацизин розроблений у колишньому СРСР під час сумісних досліджень в інституті фармакології Академії Медичних Наук СРСР і Всесоюзному кардіологічному науковому центрі АМН СРСР, а випуск препарату проводить латвійське фармацевтичне підприємство «Олайнфарм». Клінічні дослідження та застосовання етацизину проводилися винятково на території колишнього Радянського Союзу. Він не вивчався у великих рандомізованих дослідженнях.

## Фармакологічні властивості
Етацизин — синтетичний антиаритмічний препарат Іc класу. Механізм дії препарату полягає у інгібуванні швидких натрієвих каналів зі зменшенням швидкості деполяризації та подовженням часу проведення імпульсу по передсердях, AV-вузлові та головним чином по провідній системі серця. Етацизин також інгібує повільні кальцієві канали, та має помірну ваголітичну дію. Усі перераховані вище фактори призводять до пригнічення вогнищ ектопічного автоматизму в міокарді як передсердь, так і шлуночків, сповільнення провідності серця, зниженням порогу фібриляції передсердь і шлуночків, наслідком чого є висока ефективність етацизину як при передсердній, так і шлуночковій екстрасистолії. Препарат пригнічує проведення імпульсів по додаткових шляхах провідної системи серця, що забезпечує його ефективність при синдромі WPW, а також пригнічує проведення у синоатріальному вузлі, особливо за синдрому слабості синусового вузла, має також місцевоанестезуючу і спазмолітичну дію. Етацизин має здатність розширювати капіляри шкіри, існують експериментальні дані про його ефективність при псоріазі. Етацизин може застосовуватись у комплексному лікуванні хворих після операцій на серці. хоча його застосування не рекомендується після перенесеного інфаркту міокарду. Етацизин може застосовуватися за аритмій як у дитячому віці, так і у хворих похилого віку. Етацизин, згідно з клінічними дослідженнями, може застосовуватися за вагітності. Етацизин не має здатності подовжувати інтервал QT і не має симпатолітичної активності, що забезпечує відсутність різкого зменшення частоти серцевих скорочень за застосування препарату і можливість його застосовування його й за брадикардії (окрім синдрому слабості синусового вузла).

### Фармакокінетика
Етацизин добре та повністю всмоктується у шлунково-кишковому тракті, але біоступність за перорального прийому становить лише 40 % (згідно з даних=ми фірми-виробника — 20 %), що пов'язано із ефектом першого проходження через печінку. За парентерального застосування біодоступність становить 100 %. Препарат майже повністю(на 90 %) зв'язується з білками плазми крові. Етацизин виявляється в крові через 30—60 хв після перорального прийому., максимальна концентрація препарату в крові досягається протягом 2,5—3 год після перорального застосування. (за внутрішньовенного застосування період напіврозподілу етацизину становить 4,5 хв). Етацизин проникає через плацентарний бар'єр та виділяється в грудне молоко. Метаболізується препарат у печінці з утворенням як активних, так і неактивних метаболітів. Виводиться препарат у вигляді метаболітів із сечею. Період напіввиведення етацизину становить у середньому 2,5 год (за внутрішньовенного застосування 100 хв), цей час може збільшуватися за печінковіої та ниркової недостатності.

## Показання до застосування
Етацизин застосовується за шлуночкової та надшлуночкової екстрасистолії, шлуночкової та надшлуночкової тахікардії, пароксизмах миготливої аритмії та фібриляції передсердь (у тому числі за синдрому WPW).

## Побічна дія
За застосування етацизину можливі наступні побічні ефекти, які частіше спостерігаються за застосування великих доз препарату:
- З боку травної системи — нудота.
- З боку нервової системи — головний біль, головокружіння, сонливість, похитування при ходьбі, дуже рідко диплопія і парез акомодації.
- З боку серцево-судинної системи — AV-блокада, зупинка синусового вузла, порушення внутрішньошлуночкової провідності, зниження скоротливості міокарду, подовження інтервалу PQ, розширення зубця Р і комплексу QRS. а також проаритмогенна дія (частіше після перенесеного інфаркту міокарду).
- Після внутрішньовенного застосування етацизину можуть спостерігатися шум у вухах, заніміння губ і кінчика язика, відчуття туману перед очима.

## Протипокази
Етацизин протипоказаний за підвищеної чутливості до препарату, синоатріальної блокадіи II ступеня, AV-блокади II—III ступеня (без наявності кардіостимулятора), блокади правої ніжки пучка Гіса, що поєднується із блокадою одної з гілок лівої ніжки, внутрішньошлуночкової блокади, хронічної серцевої недостатності II—III ступеня, важкої артеріальної гіпотензії, кардіогенного шоку, важкої ниркової або печінкової недостатності. Згідно з інструкцією застосування препарату протипоказане за вагітності та годування грудьми, а також у дитячому віці. Проте згідно з клінічними дослідженнями та інформацією виробників препарату застосування етацизину в цих випадках допускається.

## Форми випуску
Етацизин випускається у формі таблеток по 0,05 г.